# Satevó
Satevó é um município do estado de Chihuahua, no México.